# Cratere Loan
Loan  è un cratere sulla superficie di Venere.